# Édouard Burnell (1er baron Burnell)
Édouard Burnell (22 juillet 1286 – 23 août 1315), 1er baron Burnell, est un noble anglais.

## Biographie
Né le 22 juillet 1286, Édouard Burnell est le fils de Philip Burnell et de Maud FitzAlan, une fille de John FitzAlan, 5e baron d'Oswestry. Il est ainsi le petit-neveu de Robert Burnell, évêque de Bath et Wells et important conseiller du roi Édouard Ier d'Angleterre. Après la mort prématurée de son père au cours de l'année 1294, le droit de mariage d'Édouard Burnell est confié le 1er janvier 1296 à Hugues le Despenser, 1er baron le Despenser.
Le 3 mai 1302, des lettres patentes font état d'une concession de 1 000 marcs d'Hugues le Despenser à Antony Bek, évêque de Durham, au prétexte du « mariage d'Édouard, fils et héritier de messire Philip Burnell, afin de l'épouser à Aline, la fille aînée de messire Hugues ». Leur mariage est vraisemblablement célébré peu après cette date. Édouard Burnell obtient le 6 décembre 1307 la restitution des domaines de son père, ayant depuis atteint sa majorité, et est créé baron Burnell le 19 décembre 1311, peut-être en récompense de sa participation aux guerres d'Écosse. Il meurt sans descendant le 23 août 1315 et a pour héritière sa sœur Maud.